# Fricativa alveolopalatale sonora
La fricativa alveolopalatale sonora è un tipo di consonante coarticolativa usata in diverse lingue. Nell'alfabeto fonetico IPA è indicata dal ʑ e il suo equivalente nella notazione X-SAMPA è z\.

## Caratteristiche
- Modo di articolazione fricativo sibilante: viene dapprima prodotta dal passaggio dell'aria da una scanalatura creata dalla lingua fino al punto di articolazione, e poi direzionato tra i denti quasi serrati.
- Punto di articolazione alveolo-palatale.
- Consonante sonora: il suono viene prodotto con vibrazione delle corde vocali.
- Consonante orale: prodotta esclusivamente nella bocca.
- Consonante centrale: durante la realizzazione l'aria passa al centro della lingua piuttosto che ai lati.
- Basata sul flusso d'aria polmonare, come molti altri foni

## Occorrenze

### Giapponese
In Giapponese è un fonema presente in molte parole che contengono la consonante じ (zi) pronunciata /ʑi/ o /ʒi/, che ha anche rimpiazzato la consonante ぢ (di, pronunciata originariamente come d͡ʑi o d͡ʒi) nella grammatica e nella pronuncia, ormai non più distinta.  

Tuttavia, secondo il fenomeno dello yotsugana, in alcune regioni c'è ancora distinzione in suono da ぢ e じ o づ e ず, pronunciate rispettivamente  /d͡ʑi/ & /ʑi/ ed /d͡ʑu/ & /zu/.